# Agapornis roseicollis
Agapornis roseicollis (tên tiếng Anh: Rosy-faced Lovebird, Rosy-collared hoặc Peach-faced Lovebird), là một loài vẹt thuộc Bộ Vẹt bản địa ở các khu vực tây nam châu Phi như sa mạc Namib. Chúng ăn suốt ngày và tắm thường xuyên. Màu sắc lông khác nhau nhiều. Bộ lông con trống và con mái giống nhau. Chúng là loài chim nuôi phổ biến.

## Hình ảnh

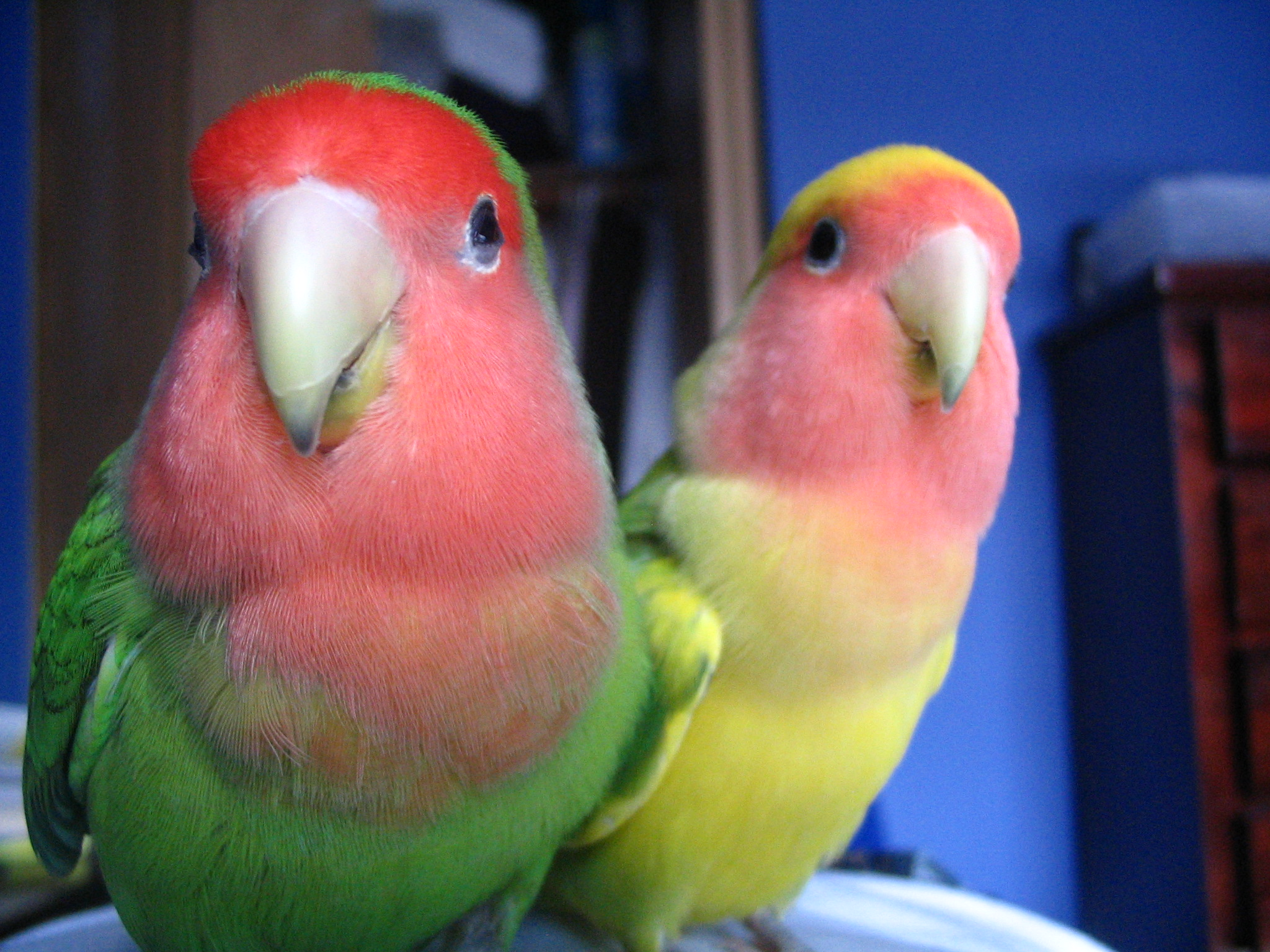
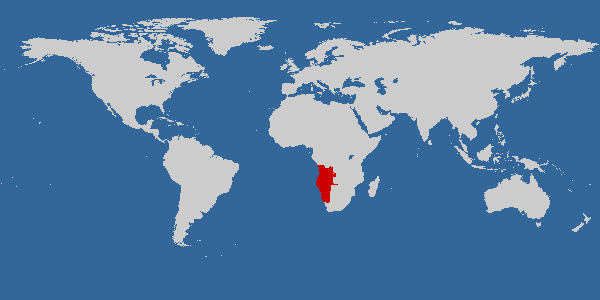
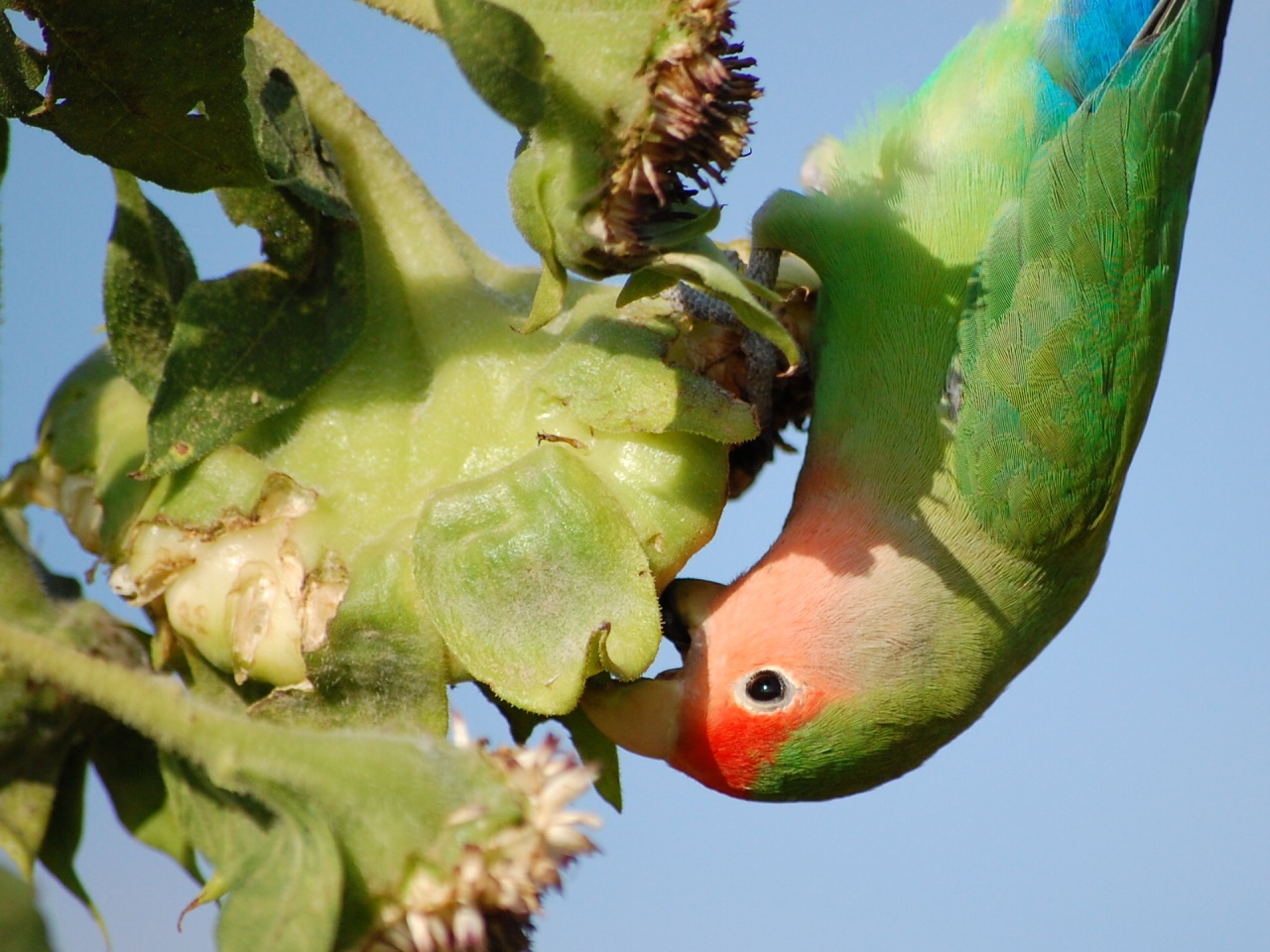
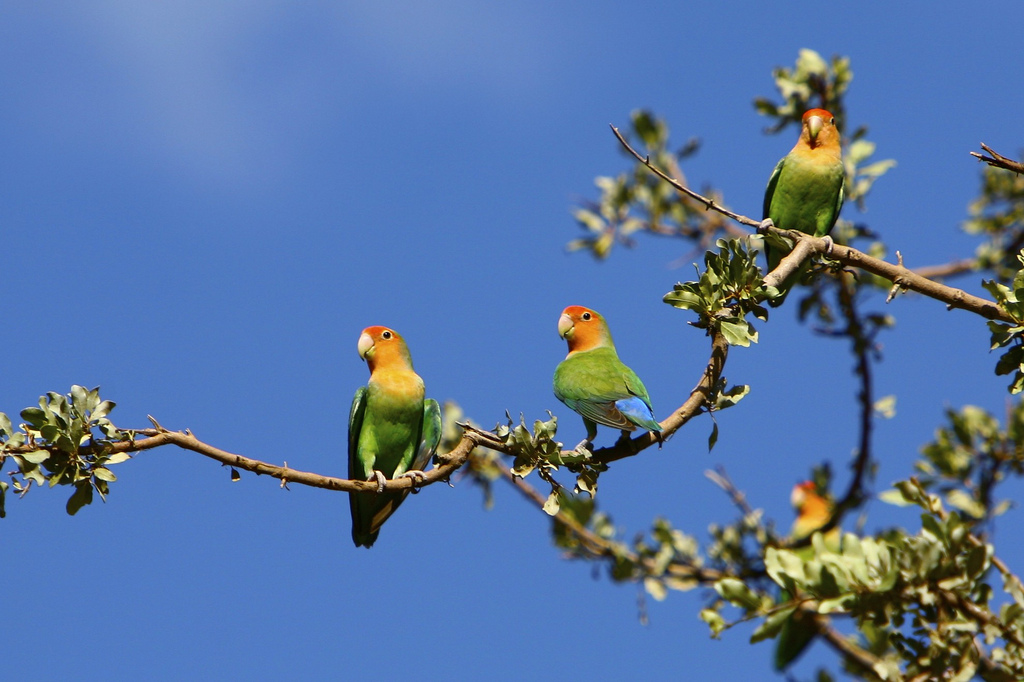
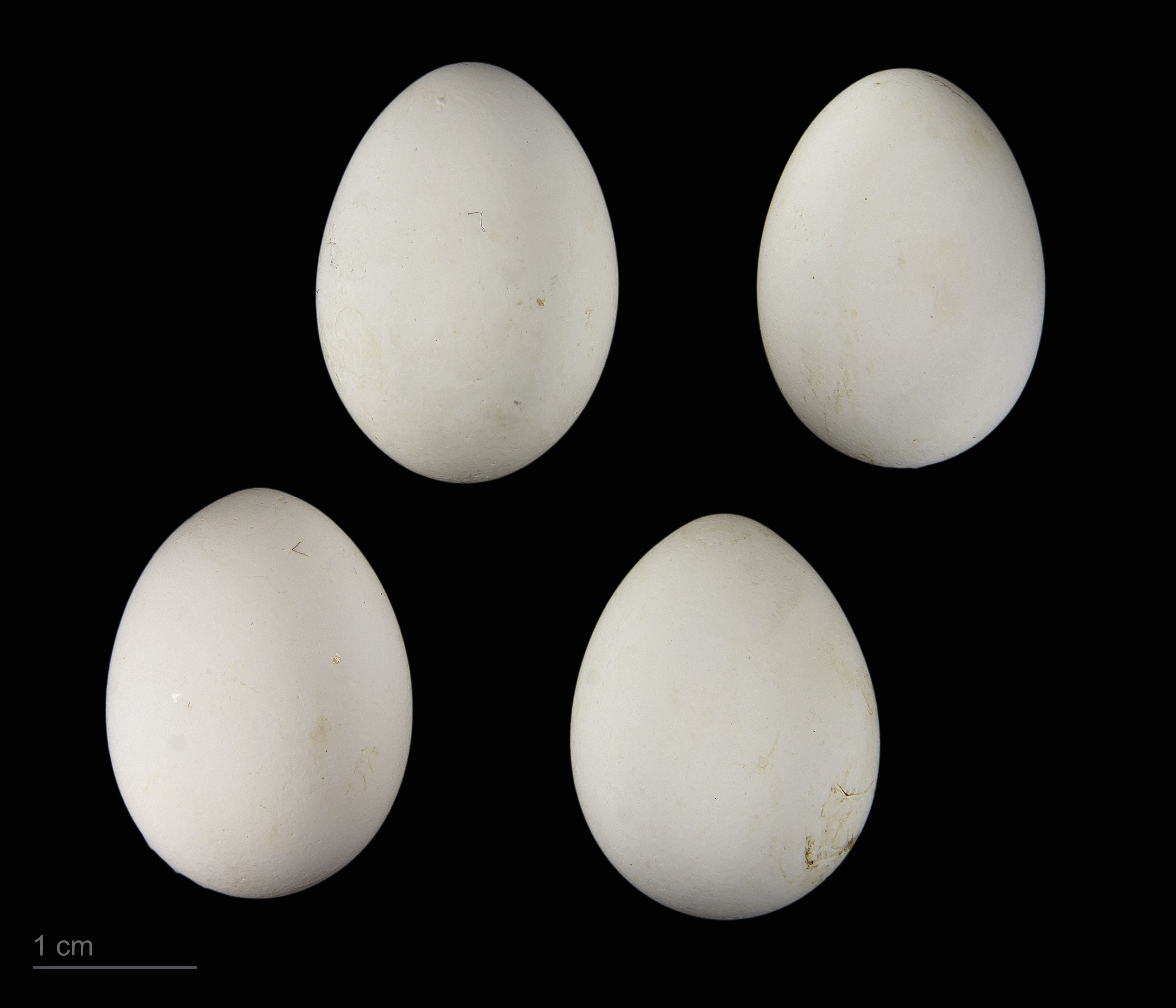
Museum specimen